# Gretchen Whitmer
Gretchen Esther Whitmer (Lansing, Michigan, 1971. augusztus 23. –) amerikai jogász és politikus, 2019 óta Michigan 49. kormányzója. A Demokrata Párt tagja, 2001 és 2006 között a michigani képviselőház tagja volt, majd az azt követő kilenc évben az állami szenátusban szolgált. 2021 januárja óta a Demokrata Nemzeti Bizottság egyik alelnöke

## Élete
Whitmer Michiganben született és nőtt fel, a Forest Hills Central Középiskolában, majd a Michigani Állami Egyetemen és a Detroiti Jogi Főiskolán végezte tanulmányait. 2000-ben választották meg a michigani képviselőházba, majd 2006-ban egy rendkívüli választást követően bekerült az állam szenátusába is. 2011 és 2015 között a Szenátus első demokrata vezetője volt. 2013-ban lett országszerte ismert, mikor egy abortuszról szóló beszédében megosztotta, hogy szexuális erőszak áldozata volt. 2016-ban hat hónapig Ingham megye államügyésze volt.
2018-ban választották meg kormányzónak, Bill Schuette republikánus főügyészt legyőzve. Hivatali időszakának legfontosabb témái az infrastruktúra és az egészségügy voltak, 2022-ben aláírt egy majdnem öt milliárd dolláros infrastruktúra-fejlesztési törvényjavaslatot. 2020-ban őt választották ki a demokrata válaszadónak Donald Trump évértékelőjére. 2020 októberében a Szövetségi Nyomozóiroda (FBI) megakadályozta egy milícia tervét a kormányzó elrablására. 2022-ben újraválasztották. Politikai sikerei következtében gyakran megnevezik, mint lehetséges jövőbeli demokrata elnökjelölt.
A nők abortuszhoz való jogának, a kannabisz legalizálásának, az LMBT-személyek jogainak és a fegyvertartási jogok csökkentésének támogatója. Kormányzósága alatt az oktatásra is nagy figyelmet fektettek.